# Le Messie (poème)
Pour les articles homonymes, voir Messie (homonymie).
Le Messie est un églogue sacré d'Alexander Pope, composé en 1709. Il est basé sur le Quatrième églogue de Virgile et est un exemple de l'appropriation et du remaniement de l'anglais classique des genres, des matières et des techniques de la littérature latine classique.
Samuel Johnson, alors qu'il était encore étudiant à Oxford, a traduit Le Messie de Pope en latin en hexamètres dactyliques. Le poème a paru dans Miscellany of Poems (1731), édité par John Husbands, et est la première publication survivante de l'un des écrits de Johnson.